# Nekrolog 1. Quartal 1979
Nekrolog
◄◄
| ◄
| 1975
| 1976
| 1977
| 1978
| 1979 | 1980 | 1981 | 1982 | 1983 | ► | ►►
1. Quartal |
2. Quartal |
3. Quartal |
4. Quartal 1979
Weitere Ereignisse | Allgemeiner Nekrolog 1979
Die Beschreibung der verstorbenen Person sollte so kurz wie möglich gehalten sein und nur deren signifikante Tätigkeit(en) enthalten.
Neue Namen ggf. auch unter dem Geburts- und Sterbedatum, also etwa unter 1. Januar und im Geburts- und Sterbejahr (2024) eintragen (nur bei entsprechender großer Wichtigkeit). Für Beispiele siehe die schon vorhandenen Artikel.
Außerdem über die fünf zuletzt Verstorbenen, zu denen es einen ausreichend guten Artikel für eine Präsentation auf der Hauptseite gibt, nach der todesbedingten Überarbeitung der Artikel ggf. auch unter Wikipedia Diskussion:Hauptseite informieren und sie am besten auch in den anderen Wikipedia-Sprachversionen eintragen. Tipp: Regelmäßig bei news.google.de nach „ist tot“, „gestorben“ oder „verstorben“ suchen.
Wenn eine Person gestorben ist, gibt es viele Seiten zu dieser Person in der Wikipedia, die davon auch betroffen sind und entsprechend aktualisiert werden müssen. Beispiele: Namenübersichtsseite, Geburtsjahr, Geburtsort-Seiten und viele mehr.
Wie finde ich die betroffenen Seiten?
Im Suchfeld auf der linken Seite gibt man den Suchbegriff so ein: „Vorname Nachname“. Dann klickt man auf Volltext und alle Seiten mit entsprechendem Suchtext werden aufgerufen. Hier sieht man dann schnell, wo auch das Todesjahr Sinn macht oder sogar ein Teil des Artikels angepasst werden muss. Auch hilft das „Werkzeug“ auf der linken Seite sehr gut, um solche Seiten aufzufinden: „Links auf diese Seite“. Somit ist die Wikipedia wieder aktuell in allen Bereichen! Hinweis: bei Eintragung der Kategorie „Gestorben JAHR“ wird der Missbrauchsfilter 49 ausgelöst, was jedoch nicht schlimm ist. Siehe: Spezial:Missbrauchsfilter/49
Dies ist eine Liste von im ersten Quartal 1979 verstorbenen bekannten Persönlichkeiten. Die Einträge erfolgen innerhalb der einzelnen Daten alphabetisch sortiert. Tiere sind im Nekrolog für Tiere zu finden.

## Januar
| Tag        | Name                               | Beruf, bekannt als                                                                                              | Alter | Beleg |
| ---------- | ---------------------------------- | --- | ----- | ----- |
| 1. Januar  | Johannes Emil Gugumus              | deutscher römisch-katholischer Theologe                                                                         | 68    |       |
| 1. Januar  | Frans Haacken                      | deutscher Grafiker, Buchgestalter und Trickfilmer                                                               | 67    |       |
| 1. Januar  | Georg Jayme                        | deutscher Chemiker und Papiertechnologe                                                                         | 79    |       |
| 1. Januar  | Jewhen Lasarenko                   | ukrainisch-sowjetischer Geologe, Mineraloge und Universitätsrektor                                              | 66    |       |
| 1. Januar  | Bolesław Piasecki                  | polnischer Politiker, Mitglied des Sejm, Anwalt und Offizier                                                    | 63    |       |
| 1. Januar  | Paul Preis                         | deutscher Komponist, Dirigent und Kapellmeister                                                                 | 78    |       |
| 1. Januar  | Frank Soskice, Baron Stow Hill     | britischer Rechtsanwalt und Politiker (Labour Party), Mitglied des House of Commons, britischer Innenminister   | 76    |       |
| 1. Januar  | Margerita Trombini-Kazuro          | polnische Pianistin, Cembalistin und Musikpädagogin                                                             | 87    |       |
| 1. Januar  | Emil Weinig                        | deutscher Rechtsmediziner                                                                                       | 74    |       |
| 2. Januar  | Eleonora Hiltl                     | österreichische Lehrerin und Politikerin, Landtagsabgeordnete, Mitglied des Bundesrates                         | 73    |       |
| 2. Januar  | Sidnie Manton                      | britische Zoologin                                                                                              | 76    |       |
| 2. Januar  | Heinrich Nickel                    | deutscher Offizier, zuletzt Generalleutnant im Zweiten Weltkrieg                                                | 84    |       |
| 2. Januar  | Johannes Baptist Schneyer          | deutscher römisch-katholischer Theologe                                                                         | 70    |       |
| 2. Januar  | Josef Wagner                       | deutscher Politiker, MdB                                                                                        | 86    |       |
| 2. Januar  | Wayne Walker                       | amerikanischer Country-Sänger und Komponist                                                                     | 53    |       |
| 3. Januar  | Jewgeni Jewgenjewitsch Alexejewski | sowjetischer Politiker (WKP(B), KPdSU)                                                                          | 72    |       |
| 3. Januar  | Gilbert Dussier                    | luxemburgischer Fußballspieler                                                                                  | 29    |       |
| 3. Januar  | Stella Harf                        | deutsche Schauspielerin                                                                                         | 88    |       |
| 3. Januar  | Conrad Hilton                      | US-amerikanischer Hotelier; Gründer der Hilton Hotels Corporation                                               | 91    |       |
| 3. Januar  | Willi Oltmanns                     | deutscher Maler                                                                                                 | 73    |       |
| 3. Januar  | Stefan Wölfer                      | österreichischer Politiker, Landtagsabgeordneter                                                                | 82    |       |
| 4. Januar  | Georg Bertram                      | deutscher Theologe                                                                                              | 82    |       |
| 4. Januar  | Peter Frankenfeld                  | deutscher Schauspieler, Showmaster und Sänger                                                                   | 65    |       |
| 4. Januar  | John B. Hollister                  | US-amerikanischer Politiker (Republikanische Partei)                                                            | 88    |       |
| 4. Januar  | Peter Wilhelm Kallen               | deutscher Unternehmer und Politiker, Oberbürgermeister von Neuss                                                | 68    |       |
| 4. Januar  | Vincent Korda                      | ungarischer Filmarchitekt                                                                                       | 82    |       |
| 4. Januar  | Hans Schwake                       | deutscher Berghauptmann des Oberbergamtes Dortmund                                                              | 74    |       |
| 5. Januar  | Josef Fuchs                        | österreichischer Politiker, Landtagsabgeordneter                                                                | 80    |       |
| 5. Januar  | Halldór Stefánsson                 | isländischer Schriftsteller                                                                                     | 86    |       |
| 5. Januar  | Hans Henning Jordan                | deutscher Lautenbauer                                                                                           | 73    |       |
| 5. Januar  | Charles Mingus                     | US-amerikanischer Jazzmusiker                                                                                   | 56    |       |
| 5. Januar  | Zygmunt Muchniewski                | polnischer Politiker und Ministerpräsident der Exilregierung                                                    | 82    |       |
| 6. Januar  | Sherman Daniel Chambers            | US-amerikanischer Ingenieur                                                                                     | 97    |       |
| 6. Januar  | Giorgio Colli                      | italienischer Philosoph und Herausgeber                                                                         | 61    |       |
| 6. Januar  | Adolf Rein                         | deutscher Historiker und NS-Hochschulpolitiker                                                                  | 93    |       |
| 6. Januar  | Carolus Vocke                      | deutscher Kunstmaler, Bildhauer, Grafiker, Karikaturist und Restaurator                                         | 79    |       |
| 6. Januar  | Alexander Weinstein                | US-amerikanischer Mathematiker                                                                                  | 81    |       |
| 7. Januar  | Brunella Gasperini                 | italienische Journalistin und Autorin                                                                           | 60    |       |
| 7. Januar  | Thoralf Hagen                      | norwegischer Ruderer                                                                                            | 91    |       |
| 7. Januar  | Ivan Stedman                       | australischer Schwimmer                                                                                         | 83    |       |
| 7. Januar  | Paul Vanuxem                       | französischer General                                                                                           | 74    |       |
| 8. Januar  | Norman Rupert Barrett              | britischer Chirurg                                                                                              | 75    |       |
| 8. Januar  | W. S. Bristowe                     | britischer Arachnologe                                                                                          | 77    |       |
| 8. Januar  | Sara Carter                        | US-amerikanische Country-Sängerin                                                                               | 80    |       |
| 8. Januar  | Wuert Engelmann                    | US-amerikanischer American-Football-Spieler                                                                     | 70    |       |
| 8. Januar  | Victor Hubinon                     | belgischer Comiczeichner                                                                                        | 54    |       |
| 8. Januar  | Johannes Mebus                     | deutscher Politiker (CDU der DDR), MdV und evangelischer Theologe                                               | 82    |       |
| 8. Januar  | Martin Obzina                      | US-amerikanischer Szenenbildner und Artdirector                                                                 | 73    |       |
| 8. Januar  | Bogdan Ostromęcki                  | polnischer Lyriker, Essayist und Übersetzer                                                                     | 67    |       |
| 8. Januar  | Christiane Schröter                | deutsche Sportpäddagogin                                                                                        | 71    |       |
| 8. Januar  | Joseph Miller Thomas               | US-amerikanischer Mathematiker                                                                                  | 80    |       |
| 8. Januar  | Wilhelm Vogelbusch                 | deutscher Erfinder von thermischen Trennverfahren und Belüftungen                                               | 91    |       |
| 8. Januar  | Siu Tien Yuen                      | chinesischer Schauspieler                                                                                       | 66    |       |
| 9. Januar  | Bernard Amtmann                    | österreichisch-kanadischer Buchantiquar                                                                         | 71    |       |
| 9. Januar  | Józef Chwedczuk                    | polnischer Organist und Musikpädagoge                                                                           | 76    |       |
| 9. Januar  | Walter Gaßmann                     | deutscher Politiker, MdB                                                                                        | 75    |       |
| 9. Januar  | Edmund Knorr                       | deutscher Lehrer, Heimatpfleger, Naturschützer und Ornithologe                                                  | 93    |       |
| 9. Januar  | Pier Luigi Nervi                   | italienischer Bauingenieur                                                                                      | 87    |       |
| 9. Januar  | Ted Pahle                          | US-amerikanischer Kameramann                                                                                    | 79    |       |
| 9. Januar  | Leandro Remondini                  | italienischer Fußballspieler                                                                                    | 61    |       |
| 9. Januar  | Andrei Iwanowitsch Scholuch        | ukrainischer Chorleiter                                                                                         | 83    |       |
| 09. Januar | Robert Sears                       | US-amerikanischer Fechter und Pentathlet                                                                        | 94    |       |
| 9. Januar  | Ludwig Seiermann                   | deutscher Politiker                                                                                             | 75    |       |
| 9. Januar  | Peter Voß                          | deutscher Schauspieler                                                                                          | 87    |       |
| 10. Januar | Patrice Dodin                      | französischer Motorradrennfahrer                                                                                | 27    |       |
| 10. Januar | Alfred Fikentscher                 | deutscher Arzt, Sanitätsoffizier und Zweiter Sanitätschef der Kriegsmarine                                      | 90    |       |
| 10. Januar | Alessandro Frigerio                | Schweizer Fußballspieler                                                                                        | 64    |       |
| 10. Januar | Heinrich Kleinschroth              | deutscher Tennisspieler                                                                                         | 88    |       |
| 10. Januar | Emil Lehnartz                      | deutscher Physiologe und Hochschullehrer                                                                        | 80    |       |
| 10. Januar | Robert Peterson                    | US-amerikanischer Artdirector und Szenenbildner                                                                 | 69    |       |
| 10. Januar | Bodil Steen                        | dänische Schauspielerin                                                                                         | 55    |       |
| 11. Januar | Konrad Czapiewski                  | deutscher Politiker (SPD, FDP), MdL in Nordrhein-Westfalen                                                      | 65    |       |
| 11. Januar | Daniel-Henry Kahnweiler            | deutsch-französischer Galerist und Kunsthändler                                                                 | 94    |       |
| 11. Januar | Wilhelm Schneider                  | deutscher Linguist, Germanist und Pädagoge                                                                      | 93    |       |
| 11. Januar | Alexander Borissowitsch Stolper    | sowjetischer Filmregisseur                                                                                      | 71    |       |
| 12. Januar | Harry Braun                        | deutscher Dermatologe                                                                                           | 70    |       |
| 12. Januar | Giovanni Dioguardi                 | US-amerikanischer Gangster in New York City                                                                     | 64    |       |
| 12. Januar | Heinrich Happe                     | deutscher Landwirt und Politiker, MdB                                                                           | 84    |       |
| 12. Januar | Alfred Mahncke                     | deutscher General                                                                                               | 90    |       |
| 12. Januar | Aloys Müller                       | Schweizer Physiologe                                                                                            | 86    |       |
| 12. Januar | Pete Smith                         | US-amerikanischer Filmproduzent                                                                                 | 86    |       |
| 13. Januar | Franco Cirino                      | italienischer Filmregisseur                                                                                     |       |       |
| 13. Januar | Eugeniusz Geppert                  | polnischer Maler, Hochschullehrer und Wiederbegründer der Kunstakademie in Breslau                              | 88    |       |
| 13. Januar | Lionel Greenstreet                 | britischer Marineoffizier und Polarforscher                                                                     | 89    |       |
| 13. Januar | Donny Hathaway                     | US-amerikanischer Soul-Musiker                                                                                  | 33    |       |
| 13. Januar | Sturm Kegel                        | deutscher Architekt, Stadtplaner und Baubeamter                                                                 | 86    |       |
| 13. Januar | Michele Malaspina                  | italienischer Schauspieler                                                                                      | 70    |       |
| 13. Januar | Sabu Martinez                      | amerikanischer Perkussionist (Congas)                                                                           | 48    |       |
| 13. Januar | Thomas Michels                     | deutsch-österreichischer Benediktiner                                                                           | 86    |       |
| 13. Januar | Mbaraka Mwinshehe                  | tansanischer Musiker                                                                                            | 34    |       |
| 13. Januar | Gustave Wuyts                      | belgischer Tauzieher                                                                                            | 75    |       |
| 13. Januar | Carl Herbert Zikesch               | deutscher Ingenieur und Unternehmer                                                                             | 81    |       |
| 13. Januar | Mario Zippermayr                   | österreichischer Physiker und Nationalsozialist                                                                 | 79    |       |
| 14. Januar | Thomas DeSimone                    | italoamerikanischer Gangster                                                                                    | 28    |       |
| 14. Januar | Rudolf Schaefer                    | deutscher Mediziner                                                                                             | 82    |       |
| 15. Januar | Reinhold Broske                    | deutscher Geistlicher und Spreewälder Mundartdichter                                                            | 77    |       |
| 15. Januar | Paul Conrath                       | deutscher Offizier und General der Fallschirmtruppe im Zweiten Weltkrieg                                        | 82    |       |
| 15. Januar | Elisabeth Hoffmeier                | deutsche Frauenrechtlerin und Kommunalpolitikerin in Hannover, Vorstand der niedersächsischen FDP               | 100   |       |
| 15. Januar | Ernst Otto Marti                   | Schweizer Schriftsteller                                                                                        | 75    |       |
| 15. Januar | Charles W. Morris                  | US-amerikanischer Semiotiker und Philosoph                                                                      | 77    |       |
| 15. Januar | Yang Zhongjian                     | chinesischer Paläontologe                                                                                       | 81    |       |
| 16. Januar | Peter Butterworth                  | britischer Schauspieler und Komiker                                                                             | 59    |       |
| 16. Januar | Ted Cassidy                        | US-amerikanischer Schauspieler                                                                                  | 46    |       |
| 16. Januar | André Couder                       | französischer Optiker und Astronom                                                                              | 81    |       |
| 16. Januar | Fred Elizalde                      | philippinischer Jazz-Pianist, Komponist, Orchesterleiter und Rundfunkmanager                                    | 71    |       |
| 16. Januar | August Heißmeyer                   | deutscher Politiker (NSDAP), MdR, SS-Obergruppenführer und General der Waffen-SS                                | 82    |       |
| 16. Januar | Konrad Adolf Lattner               | deutscher Maler                                                                                                 | 83    |       |
| 16. Januar | György Lehoczky                    | ungarisch-deutscher Architekt und Kirchenfenstermaler                                                           | 77    |       |
| 17. Januar | Lothar Blanvalet                   | deutscher Verleger                                                                                              | 68    |       |
| 17. Januar | Gertrud Kückelmann                 | deutsche Schauspielerin                                                                                         | 50    |       |
| 17. Januar | William Urquhart-Dykes             | britischer Automobilrennfahrer und Flieger                                                                      | 81    |       |
| 17. Januar | Rudolf Welskopf                    | deutscher Politiker, Widerstandskämpfer gegen den Nationalsozialismus und Opfer des Nationalsozialismus         | 76    |       |
| 17. Januar | Jean-Pierre Zola                   | österreichisch-ungarisch-französischer Schauspieler                                                             | 62    |       |
| 18. Januar | Claude Allen                       | US-amerikanischer Stabhochspringer                                                                              | 93    |       |
| 18. Januar | Hubertus von Aulock                | deutscher Offizier, Generalmajor der Reserve, NSKK-Brigadeführer                                                | 87    |       |
| 18. Januar | Maurice Challe                     | französischer General                                                                                           | 73    |       |
| 18. Januar | Gaston Heuet                       | französischer Langstreckenläufer                                                                                | 86    |       |
| 18. Januar | Cyril J. Mockridge                 | britisch-US-amerikanischer Filmmusikkomponist                                                                   | 82    |       |
| 19. Januar | Leopold von Fürstenberg            | deutscher Politiker, MdL                                                                                        | 73    |       |
| 19. Januar | Eberhard Henneböle                 | deutscher Volksschuldirektor, Heimatpfleger und Heimatforscher                                                  | 87    |       |
| 19. Januar | Egon Höhmann                       | deutscher Politiker, MdB                                                                                        | 52    |       |
| 19. Januar | Moritz Jahn                        | deutscher Autor niederdeutscher Sprache                                                                         | 94    |       |
| 19. Januar | Tuffy Leemans                      | US-amerikanischer American-Football-Spieler                                                                     | 66    |       |
| 19. Januar | Paul Meurisse                      | französischer Schauspieler                                                                                      | 66    |       |
| 19. Januar | Kazimierz Papée                    | polnischer Diplomat                                                                                             | 90    |       |
| 19. Januar | Earl Robertson                     | kanadischer Eishockeyspieler                                                                                    | 68    |       |
| 20. Januar | Margarete Gröwel                   | deutsche Politikerin (Zentrum, CDU), MdB                                                                        | 79    |       |
| 20. Januar | Janet Johnstone                    | britische Autorin und Illustratorin                                                                             | 50    |       |
| 20. Januar | Walo Linder                        | Schweizer Musiker und Orchesterleiter                                                                           | 73    |       |
| 20. Januar | Gustav Winckler                    | dänischer Jazz- und Schlagersänger                                                                              | 53    |       |
| 21. Januar | Hermann Gösmann                    | deutscher Fußballfunktionär, Präsident des Deutschen Fußball-Bundes                                             | 75    |       |
| 21. Januar | Ernst Lautz                        | deutscher Jurist                                                                                                | 91    |       |
| 21. Januar | Alexei Nikolajewitsch Leontjew     | sowjetischer Psychologe                                                                                         | 75    |       |
| 21. Januar | Robert März                        | deutscher Lehrer und Naturkundler                                                                               | 84    |       |
| 21. Januar | Hans-Hilmar Staudte                | deutscher Schachmeister und -komponist                                                                          | 68    |       |
| 21. Januar | Johann Tauscher                    | österreichischer Feldhandballspieler                                                                            | 69    |       |
| 22. Januar | Milo B. Butler                     | bahamaischer Politiker und Generalgouverneur der Bahamas                                                        | 72    |       |
| 22. Januar | Stepan Czmil                       | ukrainischer Ordensgeistlicher, griechisch-katholischer Bischof                                                 | 64    |       |
| 22. Januar | Otto Gauer                         | deutscher Physiologe                                                                                            | 69    |       |
| 22. Januar | Ernst Kolman                       | sowjetischer Philosoph                                                                                          | 86    |       |
| 22. Januar | Jerwand Kotschar                   | armenischer Maler und Bildhauer                                                                                 | 79    |       |
| 22. Januar | Iván Mayo                          | chilenischer Fußballspieler                                                                                     | 69    |       |
| 22. Januar | Carl Miller                        | US-amerikanischer Schauspieler                                                                                  | 85    |       |
| 22. Januar | Wilhelm Probst                     | deutscher Politiker (DP, CDU), MdB                                                                              | 66    |       |
| 22. Januar | Ali Hassan Salameh                 | palästinensisches Oberhaupt der Terrorgruppe Schwarzer September                                                |       |       |
| 22. Januar | Elvin C. Stakman                   | US-amerikanischer Pflanzenpathologe                                                                             | 93    |       |
| 22. Januar | Philipp Stöhr                      | deutscher Anatom und Hochschullehrer in Bonn                                                                    | 87    |       |
| 22. Januar | Rolf Totter                        | österreichischer Karikaturist, Graphiker, Illustrator und Maler                                                 | 56    |       |
| 23. Januar | Ernst Wolf Mommsen                 | deutscher Industrieller                                                                                         | 68    |       |
| 23. Januar | Jacob Cornelis van Staveren        | niederländischer Elektrotechniker                                                                               | 89    |       |
| 23. Januar | Henning Svensson                   | schwedischer Fußballspieler                                                                                     | 87    |       |
| 23. Januar | Joško Tischler                     | österreichischer Politiker, Landtagsabgeordneter                                                                | 76    |       |
| 24. Januar | Henning Brütt                      | deutscher Chirurg, Urologe und Neurochirurg                                                                     | 90    |       |
| 24. Januar | Moriz Gelinek                      | österreichischer Lokomotivkonstrukteur                                                                          | 91    |       |
| 24. Januar | Luis Gibert                        | spanischer Wasserballspieler                                                                                    | 75    |       |
| 24. Januar | Hermann Hilber                     | deutscher Arzt und Medizinprofessor                                                                             | 68    |       |
| 24. Januar | Johannes de Klerk                  | südafrikanischer Politiker                                                                                      | 75    |       |
| 24. Januar | Heinrich Mandel                    | deutscher Manager der Elektrizitätsversorgung                                                                   | 59    |       |
| 24. Januar | Paul Otto                          | deutscher Politiker, MdL                                                                                        | 75    |       |
| 24. Januar | Cecilio Paniagua                   | spanischer Kameramann                                                                                           | 67    |       |
| 24. Januar | Roland de Pury                     | Schweizer Geistlicher, protestantischer Pfarrer                                                                 | 71    |       |
| 24. Januar | Erich Schneider                    | deutscher Kirchenmusiker und Dirigent                                                                           | 86    |       |
| 24. Januar | Heinrich Sprick                    | deutscher Holz- und Steinbildhauer                                                                              | 68    |       |
| 25. Januar | Francesco Cantuti Castelvetri      | italienischer Adliger                                                                                           | 74    |       |
| 25. Januar | Georges Ducotterd                  | Schweizer Politiker und Staatsrat des Kantons Freiburg                                                          | 76    |       |
| 25. Januar | Ross F. Jones                      | US-amerikanischer Zeitungsreporter, Offizier, Jurist und Politiker                                              | 78    |       |
| 25. Januar | Agostino Pertusi                   | italienischer Klassischer Philologe, Byzantinist und Hochschullehrer                                            | 60    |       |
| 26. Januar | Waldemar Augustiny                 | deutscher Schriftsteller                                                                                        | 81    |       |
| 26. Januar | Pjotr Michailowitsch Gawrilow      | sowjetischer Major der Infanterie und Held der Sowjetunion                                                      | 78    |       |
| 26. Januar | Ahti Hammar                        | finnischer Heraldiker und Lithograf                                                                             | 67    |       |
| 26. Januar | Werner Kallmorgen                  | deutscher Architekt                                                                                             | 76    |       |
| 26. Januar | Bart McGhee                        | US-amerikanischer Fußballspieler                                                                                | 79    |       |
| 26. Januar | Nelson Rockefeller                 | US-amerikanischer Politiker, Vizepräsident der Vereinigten Staaten                                              | 70    |       |
| 27. Januar | Dmitri Iwanowitsch Blochinzew      | sowjetischer Physiker                                                                                           | 71    |       |
| 27. Januar | Ramón José Castellano              | argentinischer Geistlicher, Erzbischof von Córdoba                                                              | 75    |       |
| 27. Januar | Victoria Ocampo                    | argentinische Schriftstellerin                                                                                  | 88    |       |
| 27. Januar | Hans Riehemann                     | deutscher Politiker (Zentrum, CDU)                                                                              | 90    |       |
| 27. Januar | Paul Stepbach                      | deutscher Politiker (BDV/FDP), MdBB                                                                             | 82    |       |
| 28. Januar | Franz Crzellitzer                  | deutsch-israelischer Komponist                                                                                  | 73    |       |
| 28. Januar | Rudi Gauch                         | deutscher Kunstturner der Kriegs- und Nachkriegsjahre (1940–1961), deutscher Meister sowie Mitglied der deut... | 63    |       |
| 28. Januar | Heinrich Kranz                     | deutscher Psychiater, Neurologe und Hochschullehrer                                                             | 78    |       |
| 28. Januar | Hans Scherfig                      | dänischer Schriftsteller, Maler und Illustrator                                                                 | 73    |       |
| 28. Januar | Hans Erich Stier                   | deutscher Althistoriker und Politiker, MdL                                                                      | 76    |       |
| 29. Januar | Alf Ahlberg                        | schwedischer Schriftsteller, Humanist und Philosoph                                                             | 86    |       |
| 29. Januar | Reginald John Delargey             | neuseeländischer Geistlicher, Erzbischof von Wellington und Kardinal der römisch-katholischen Kirche            | 64    |       |
| 29. Januar | René Deltgen                       | luxemburgischer Schauspieler                                                                                    | 69    |       |
| 29. Januar | Karl August Eckhardt               | deutscher Rechtshistoriker und SS-Funktionär                                                                    | 77    |       |
| 29. Januar | Hagiwara Yūsuke                    | japanischer Astronom                                                                                            | 81    |       |
| 29. Januar | Friedrich Kolander                 | deutscher Schauspieler und Regisseur                                                                            | 74    |       |
| 29. Januar | Ernst Meier                        | Schweizer Politiker (KVP) sowie Gewerkschafter                                                                  | 81    |       |
| 29. Januar | Sonny Payne                        | US-amerikanischer Jazzschlagzeuger                                                                              | 52    |       |
| 29. Januar | Werner Stichling                   | deutscher Konteradmiral der Kriegsmarine                                                                        | 83    |       |
| 30. Januar | Sofie Castenschiold                | dänische Tennisspielerin                                                                                        | 96    |       |
| 30. Januar | Ilse Knapitsch                     | Rechtsanwältin und Frauenrechtlerin                                                                             | 79    |       |
| 30. Januar | Harry Scheibe                      | deutscher Schriftsetzer, Schriftsteller und Philosoph                                                           | 81    |       |
| 30. Januar | Hans Semler                        | deutscher Jurist und Generalstaatsanwalt von Hamm                                                               | 77    |       |
| 31. Januar | Josef Bor                          | tschechischer Jurist und Schriftsteller                                                                         | 72    |       |
| 31. Januar | Basil Dignam                       | britischer Schauspieler                                                                                         | 73    |       |
| 31. Januar | Grant Green                        | US-amerikanischer Jazzgitarrist und Komponist                                                                   | 43    |       |
| 31. Januar | Franz Hirschfeld                   | deutscher Politiker, MdA                                                                                        | 85    |       |
| 31. Januar | Horst Loy                          | deutscher Architekt                                                                                             | 64    |       |
| 31. Januar | Otto Menth                         | deutscher Landwirt und Politiker (CSU), MdB                                                                     | 54    |       |
| Januar     | Vicente dos Reis                   | osttimoresischer Politiker                                                                                      |       |       |
| Januar     | Richard Vogt                       | deutscher Ingenieur und Flugzeugkonstrukteur                                                                    | 84    |       |
| Januar     | Charles Workman                    | US-amerikanischer Krimineller                                                                                   | 70    |       |

## Februar
| Tag         | Name                                     | Beruf, bekannt als                                                                                          | Alter | Beleg |
| ----------- | ---------------------------------------- | --- | ----- | ----- |
| 1. Februar  | Luise Albertz                            | deutsche Politikerin, MdL, MdB                                                                              | 77    |       |
| 1. Februar  | George Falcke                            | dänischer Turner                                                                                            | 87    |       |
| 1. Februar  | Dave Rosenberg                           | US-amerikanischer Boxer im Mittelgewicht                                                                    | 77    |       |
| 1. Februar  | Johannes Rudert                          | deutscher Psychologe und Hochschullehrer                                                                    | 84    |       |
| 2. Februar  | Ottohans Beier                           | deutscher Maler, Zeichner, Grafiker und Exlibriskünstler                                                    | 86    |       |
| 2. Februar  | Josef Hampel                             | deutscher Chemiker                                                                                          | 81    |       |
| 2. Februar  | Abdi İpekçi                              | türkischer Journalist                                                                                       | 49    |       |
| 2. Februar  | James Prioleau Richards                  | US-amerikanischer Politiker und Abgeordneter                                                                | 84    |       |
| 2. Februar  | Sid Vicious                              | britischer Punkrock-Musiker                                                                                 | 21    |       |
| 2. Februar  | Kenneth Wilson                           | US-amerikanischer Diskuswerfer und Sportfunktionär                                                          | 82    |       |
| 3. Februar  | Fritz Berg                               | deutscher Unternehmer, 1. BDI-Vorsitzender nach 1945                                                        | 77    |       |
| 3. Februar  | Mildred Gordon                           | US-amerikanische Schriftstellerin                                                                           | 66    |       |
| 3. Februar  | Ernst Schwadron                          | österreichischer Innenarchitekt                                                                             | 82    |       |
| 4. Februar  | Lillian Birkenhead                       | britische Schwimmerin                                                                                       | 74    |       |
| 4. Februar  | Imre Harangi                             | ungarischer Boxtrainer                                                                                      | 65    |       |
| 4. Februar  | Joachim Lehmann                          | deutscher Jurist und Richter des Bundesverfassungsgerichts                                                  | 69    |       |
| 4. Februar  | André Pochan                             | französischer Lehrer und Amateur-Ägyptologe                                                                 | 87    |       |
| 5. Februar  | Traugott Bender                          | deutscher Politiker, MdL, Justizminister in Baden-Württemberg                                               | 51    |       |
| 5. Februar  | Hans Ulrich Lenzlinger                   | Schweizer Fluchthelfer, Lebemann und Abenteurer                                                             | 49    |       |
| 5. Februar  | Grete Rosenberg                          | deutsche Schwimmerin                                                                                        | 82    |       |
| 5. Februar  | Daniel Starch                            | US-amerikanischer Psychologe und Marktforscher                                                              | 95    |       |
| 6. Februar  | George Norman Clark                      | britischer Historiker                                                                                       | 88    |       |
| 6. Februar  | Walter Dreß                              | deutscher evangelischer Theologe                                                                            | 74    |       |
| 6. Februar  | Margaret Harwood                         | US-amerikanische Astronomin                                                                                 | 93    |       |
| 6. Februar  | Fritz Kudnig                             | deutscher Schriftsteller                                                                                    | 90    |       |
| 6. Februar  | Harald Momm                              | deutscher Springreiter und Oberst der deutschen Wehrmacht                                                   | 79    |       |
| 6. Februar  | Issa Alexandrowitsch Plijew              | russischer Armeegeneral                                                                                     | 75    |       |
| 7. Februar  | Franz Buxbaum                            | österreichischer Botaniker                                                                                  | 78    |       |
| 7. Februar  | Peanuts Holland                          | amerikanischer Jazztrompeter und Sänger des Swing                                                           | 68    |       |
| 7. Februar  | Josef Mengele                            | deutscher Mediziner, Arzt in Auschwitz, verantwortlich für tödliche Menschenversuche                        | 67    |       |
| 7. Februar  | Erwin Negelein                           | deutscher Biochemiker und Zellbiologe                                                                       | 81    |       |
| 7. Februar  | Charles Seeger                           | US-amerikanischer Musikwissenschaftler und Komponist                                                        | 92    |       |
| 8. Februar  | Johannes Asen                            | deutscher Bibliothekar und Historiker                                                                       | 96    |       |
| 8. Februar  | Dennis Gábor                             | ungarischer Ingenieur                                                                                       | 78    |       |
| 8. Februar  | Heinrich Klüver                          | deutsch-amerikanischer Psychologe und Neurowissenschaftler                                                  | 81    |       |
| 8. Februar  | Nikolai Semjonowitsch Tichonow           | sowjetischer Schriftsteller                                                                                 | 82    |       |
| 9. Februar  | Willem Feekes                            | niederländischer Agrarwissenschaftler                                                                       | 71    |       |
| 9. Februar  | Hans Möller                              | deutscher Jurist                                                                                            | 71    |       |
| 9. Februar  | Allen Tate                               | US-amerikanischer Dichter und Hochschullehrer                                                               | 79    |       |
| 10. Februar | Tatjana Baryschewa                       | sowjetische Schauspielerin                                                                                  | 82    |       |
| 10. Februar | Friedrich Karl von Eberstein             | deutscher Politiker (NSDAP), MdR, SS-Obergruppenführer und General der Waffen-SS                            | 85    |       |
| 10. Februar | Theresa Ferrara                          | US-amerikanische mutmaßliche Informantin der Mafia für das FBI                                              |       |       |
| 10. Februar | Edvard Kardelj                           | jugoslawischer Politiker                                                                                    | 69    |       |
| 10. Februar | Henry B. Ollendorff                      | US-amerikanischer Jurist und Sozialarbeiter                                                                 | 71    |       |
| 10. Februar | Ursula Schlenther                        | deutsche Ethnologin und Altamerikanistin                                                                    | 59    |       |
| 10. Februar | Rolf W. Schloss                          | deutsch-israelischer Journalist und Autor                                                                   | 60    |       |
| 10. Februar | Friedrich Wacker                         | deutscher Grünlandsoziologe                                                                                 | 77    |       |
| 11. Februar | Marie Delcourt                           | belgische Altphilologin, Religions- und Althistorikerin                                                     | 87    |       |
| 11. Februar | Gerald Lankester Harding                 | britischer Archäologe                                                                                       | 77    |       |
| 11. Februar | Josef Witthaut                           | deutscher katholischer Priester und Dachauhäftling                                                          | 80    |       |
| 12. Februar | Josef Huggle                             | deutscher Jurist                                                                                            | 75    |       |
| 12. Februar | Jean Renoir                              | französischer Filmregisseur                                                                                 | 84    |       |
| 12. Februar | Erich Schincke                           | deutscher Mathematiker                                                                                      | 61    |       |
| 13. Februar | Israel Brodie                            | britischer Rabbiner, Oberrabbiner des Vereinigten Königreiches und des Commonwealth                         | 83    |       |
| 13. Februar | Paul Hesse                               | deutscher Agrarwissenschaftler sowie Hochschullehrer                                                        | 85    |       |
| 13. Februar | Armin Hörmann                            | deutscher Politiker, MdL                                                                                    | 71    |       |
| 13. Februar | Franz Jacobi                             | deutscher Hüttenbeamter in der Dortmunder Stahlindustrie, Mitgründer von Borussia Dortmund                  | 90    |       |
| 14. Februar | John-Baptiste Sebastian Comper           | britischer Architekt                                                                                        | 87    |       |
| 14. Februar | Martin Corry                             | irischer Politiker (Fianna Fáil)                                                                            | 89    |       |
| 14. Februar | Adolph Dubs                              | US-amerikanischer Diplomat                                                                                  | 58    |       |
| 14. Februar | Hans von Funck                           | deutscher Offizier, zuletzt General der Panzertruppe im Zweiten Weltkrieg                                   | 87    |       |
| 14. Februar | Reginald Maudling                        | britischer Politiker (Conservative Party), Mitglied des House of Commons                                    | 61    |       |
| 14. Februar | Orla Møller                              | dänischer Politiker (Socialdemokraterne), Abgeordneter und Minister                                         | 62    |       |
| 15. Februar | Werner Bürki                             | Schweizer Ringer und Schwinger                                                                              | 69    |       |
| 15. Februar | Rinaldo Dami                             | italienischer Comiczeichner                                                                                 | 55    |       |
| 15. Februar | George Dunning                           | kanadischer Filmregisseur und Drehbuchautor                                                                 | 58    |       |
| 15. Februar | Walther Fischer                          | deutscher Mineraloge                                                                                        | 81    |       |
| 15. Februar | Pawlo Schandruk                          | ukrainischer General                                                                                        | 89    |       |
| 15. Februar | Zbigniew Seifert                         | polnischer Jazzmusiker                                                                                      | 32    |       |
| 16. Februar | Archie Camden                            | britischer Fagottist                                                                                        | 90    |       |
| 16. Februar | Ugo D’Alessio                            | italienischer Schauspieler                                                                                  | 69    |       |
| 16. Februar | Rudolf Harramach                         | österreichischer Politiker, Mitglied des Bundesrates                                                        | 63    |       |
| 16. Februar | Nematollah Nassiri                       | iranischer Politiker, Geheimdienstminister des Iran                                                         |       |       |
| 16. Februar | Leo Pungs                                | deutscher Elektrotechniker und Radiopionier                                                                 | 95    |       |
| 16. Februar | Rolf Schmiederer                         | deutscher Hochschullehrer, ordentlicher Professor für Didaktik der Sozialkunde an der Universität Oldenburg | 50    |       |
| 16. Februar | Kristen Vadgaard                         | dänischer Turner                                                                                            | 92    |       |
| 16. Februar | August Winter                            | deutscher Offizier, zuletzt General der Gebirgstruppe; Mitarbeiter des Bundesnachrichtendienstes            | 82    |       |
| 17. Februar | Konrad Beyerle                           | deutscher Ingenieur und Entwickler einer Gaszentrifuge                                                      | 79    |       |
| 17. Februar | Karl Epting                              | deutscher Romanist                                                                                          | 73    |       |
| 17. Februar | William Gargan                           | amerikanischer Film- und Fernsehschauspieler                                                                | 73    |       |
| 17. Februar | Michel Loève                             | US-amerikanischer Mathematiker                                                                              | 72    |       |
| 17. Februar | Tumasch Rauch                            | Bauer, Musiker und Volksmusikkomponist                                                                      | 83    |       |
| 17. Februar | Franz Willuhn                            | deutscher Verwaltungsjurist und Ministerialbeamter                                                          | 93    |       |
| 18. Februar | Nadseja Abramawa                         | weißrussische Politikerin, Aktivistin und Publizistin                                                       |       |       |
| 18. Februar | Walther Bergmann                         | deutscher Maler, Buchgestalter und Grafikdesigner                                                           | 64    |       |
| 18. Februar | Otto Bovensiepen                         | deutscher Gestapo-Offizier                                                                                  | 73    |       |
| 18. Februar | August Roesener                          | deutscher Politiker                                                                                         | 90    |       |
| 19. Februar | Robert Grosvenor, 5. Duke of Westminster | britischer Soldat, Grundbesitzer, Geschäftsmann und Politiker, Mitglied des House of Commons                | 68    |       |
| 19. Februar | Evert Lundquist                          | schwedischer Fußballspieler                                                                                 | 78    |       |
| 19. Februar | Mary Ann Nyberg                          | US-amerikanische Kostümbildnerin                                                                            | 56    |       |
| 19. Februar | Carl T. Sprague                          | US-amerikanischer Cowboy und Sänger                                                                         | 83    |       |
| 20. Februar | Georg Böhler                             | österreichischer Politiker (CS, VF), Abgeordneter zum Nationalrat                                           | 91    |       |
| 20. Februar | Heinrich Walter Cassirer                 | britisch-deutscher Philosoph                                                                                | 75    |       |
| 20. Februar | Franz Kießling                           | österreichischer Lyriker                                                                                    | 61    |       |
| 20. Februar | Nereo Rocco                              | italienischer Fußballspieler und Trainer                                                                    | 66    |       |
| 20. Februar | Albert Weggartner                        | deutscher Politiker (BP, CSU)                                                                               | 73    |       |
| 21. Februar | Otto Ambros                              | österreichischer Schauspieler und Regisseur                                                                 | 68    |       |
| 21. Februar | Waldemar de Brito                        | brasilianischer Fußballspieler                                                                              | 65    |       |
| 21. Februar | Leopold Hainisch                         | österreichischer Schauspieler, Opernsänger und Regisseur für Theater, Film und Fernsehen                    | 87    |       |
| 21. Februar | Adolf Krome                              | deutscher Politiker, MdL                                                                                    | 79    |       |
| 21. Februar | Stefan Leuer                             | deutscher Architekt                                                                                         | 65    |       |
| 21. Februar | Lester Rowntree                          | britisch-amerikanische Botanikerin und Autorin                                                              | 100   |       |
| 21. Februar | Harry C. Schnur                          | deutsch-US-amerikanischer Altphilologe, Übersetzer und Autor                                                | 71    |       |
| 22. Februar | Maria Anna von und zu Dalberg            | deutsche Adlige und Winzerin                                                                                | 87    |       |
| 22. Februar | Josef Franzmair                          | österreichischer Politiker, oberösterreichischer Landtagsabgeordneter                                       | 64    |       |
| 22. Februar | Wiktor Nikolajewitsch Kondratjew         | russischer Chemiker                                                                                         | 77    |       |
| 22. Februar | Aagot Norman                             | norwegische Schwimmerin                                                                                     | 86    |       |
| 22. Februar | Ludwig Ott                               | deutscher Förster und Landtagsabgeordneter                                                                  | 78    |       |
| 22. Februar | Wilhelm Roloff                           | deutscher Manager und NS-Gegner                                                                             | 78    |       |
| 22. Februar | Paul Seitz                               | französischer Fußballspieler                                                                                | 81    |       |
| 22. Februar | Albert Waldenspul                        | deutscher römisch-katholischer Pfarrer, Heimatforscher und Kunsthistoriker                                  | 93    |       |
| 23. Februar | W. A. C. Bennett                         | kanadischer Politiker                                                                                       | 78    |       |
| 23. Februar | Werner Oswald                            | Schweizer Chemiker und Unternehmer                                                                          | 74    |       |
| 23. Februar | Fritz-Joachim von Rintelen               | deutscher Philosoph und Hochschullehrer                                                                     | 80    |       |
| 23. Februar | Metin Yüksel                             | kurdischer islamistischer politischer Aktivist                                                              | 20    |       |
| 23. Februar | Herbert Zelenko                          | US-amerikanischer Jurist und Politiker                                                                      | 72    |       |
| 24. Februar | Wilhelm Franke                           | österreichischer Lehrer und Schriftsteller                                                                  | 77    |       |
| 24. Februar | Friedrich Fritz                          | deutscher Politiker, MdB                                                                                    | 72    |       |
| 24. Februar | James Hutchison, 1. Baronet              | schottischer Politiker und Offizier                                                                         | 85    |       |
| 24. Februar | Rudi Milatz                              | deutscher Pflanzenbauwissenschaftler                                                                        | 75    |       |
| 24. Februar | Jan Otčenášek                            | tschechischer Schriftsteller und Drehbuchautor                                                              | 54    |       |
| 24. Februar | Hans Pössenbacher                        | deutscher Schauspieler, Hörspiel- und Synchronsprecher                                                      | 83    |       |
| 25. Februar | Agustín Alcántara                        | mexikanischer Straßenradrennfahrer                                                                          |       |       |
| 25. Februar | Jean Berthoin                            | französischer Politiker                                                                                     | 84    |       |
| 25. Februar | James E. Briggs                          | US-amerikanischer Offizier, Generalleutnant der US Air Force                                                | 72    |       |
| 25. Februar | Henrich Focke                            | deutscher Flugzeug- und Hubschrauberkonstrukteur                                                            | 88    |       |
| 25. Februar | Friedrich Hagen                          | deutscher Dichter, Essayist und Übersetzer                                                                  | 75    |       |
| 25. Februar | Andreas Muhr                             | deutscher Politiker, MdL                                                                                    | 75    |       |
| 25. Februar | Percy Wyn-Harris                         | britischer Gouverneur in den britischen Kolonien                                                            | 75    |       |
| 26. Februar | Allen Edward Barrow                      | US-amerikanischer Jurist                                                                                    | 65    |       |
| 26. Februar | Jochanan Bloch                           | jüdischer Religionswissenschaftler                                                                          | 59    |       |
| 26. Februar | Peter Hamel                              | deutscher Theaterschauspieler, Drehbuchautor und Regisseur                                                  | 67    |       |
| 26. Februar | Käthe Heidersbach                        | deutsche Opernsängerin (Sopran)                                                                             | 81    |       |
| 26. Februar | Heinz-Joachim Müller-Lankow              | deutscher Offizier                                                                                          | 68    |       |
| 26. Februar | Hermann Neuburg                          | deutscher NS-Funktionär                                                                                     | 68    |       |
| 27. Februar | Franz Ballhorn                           | deutscher Kommunalpolitiker, Funktionär des Verbands Deutsche Jugendkraft                                   | 70    |       |
| 27. Februar | Henry Vaughan Berry                      | britischer Gouverneur für Hamburg (1946–1949)                                                               | 87    |       |
| 27. Februar | Michail Semjonowitsch Chosin             | sowjetischer General                                                                                        | 82    |       |
| 27. Februar | Horst von Necker                         | deutscher Offizier, zuletzt Generalmajor im Zweiten Weltkrieg                                               | 75    |       |
| 27. Februar | Günther Reichardt                        | deutscher Bibliothekar                                                                                      | 69    |       |
| 27. Februar | John F. Seitz                            | US-amerikanischer Kameramann                                                                                | 86    |       |
| 28. Februar | Paul Alverdes                            | deutscher Schriftsteller                                                                                    | 81    |       |
| 28. Februar | Ettore Bevilacqua                        | italienischer Schauspieler                                                                                  | 60    |       |
| 28. Februar | Rosolino Bua                             | italienischer Schauspieler                                                                                  | 77    |       |
| 28. Februar | Kurt Forstreuter                         | deutscher Archivar und Historiker                                                                           | 82    |       |
| 28. Februar | Karl Schneider                           | Schweizer Vermessungsingenieur                                                                              | 92    |       |
| Februar     | Ralph Alswang                            | US-amerikanischer Theater- und Filmregisseur, Bühnenbildner und Film- und Theaterproduzent                  | 62    |       |
| Februar     | António Duarte Carvarino                 | osttimoresischer Politiker                                                                                  |       |       |
| Februar     | Manfred Meurer                           | deutscher Schauspieler und Synchronsprecher                                                                 | 70    |       |
| Februar     | Ethel Remey                              | US-amerikanische Bühnen- und Fernsehdarstellerin                                                            | 84    |       |

## März
| Tag      | Name                             | Beruf, bekannt als                                                                                              | Alter | Beleg |
| -------- | -------------------------------- | --- | ----- | ----- |
| 1. März  | Dewey F. Bartlett                | US-amerikanischer Politiker                                                                                     | 59    |       |
| 1. März  | Dolores Costello                 | US-amerikanische Schauspielerin                                                                                 | 75    |       |
| 1. März  | Jairamdas Daulatram              | indischer Politiker                                                                                             | 87    |       |
| 1. März  | Renée Farny                      | Schweizer Krankenschwester                                                                                      | 59    |       |
| 1. März  | Stefan Frenkel                   | Komponist | 76    |       |
| 1. März  | Dmitri Borissowitsch Glinka      | sowjetischer Jagdflieger und zweifacher Held der Sowjetunion                                                    | 61    |       |
| 1. März  | Norman Slater                    | US-amerikanischer Rugby-Union-Spieler                                                                           | 85    |       |
| 1. März  | August Sørensen                  | dänischer Sprinter                                                                                              | 82    |       |
| 2. März  | Erich von Bock und Polach        | deutscher Offizier und Bremer Polizeipräsident                                                                  | 67    |       |
| 2. März  | Bonaventura Breunig              | deutscher Missionar in Afrika aus dem Benediktinerorden                                                         | 73    |       |
| 2. März  | Vincenzo Cuccia                  | italienischer Fechter                                                                                           | 86    |       |
| 2. März  | Wilhelm Feutner                  | deutscher Politiker, MdL                                                                                        | 73    |       |
| 2. März  | Hans Hofmann                     | deutscher Bibliothekar                                                                                          | 88    |       |
| 2. März  | Gebhard Rath                     | österreichischer römisch-katholischer Geistlicher, Zisterzienser, Archivar und Verfolgter des Nationalsozial... | 76    |       |
| 2. März  | Werner Schmidt-Hammer            | deutscher Polizist und Angeklagter im Ulmer Einsatzgruppen-Prozess 1958                                         | 71    |       |
| 2. März  | Wilhelm Windecker                | deutscher Biologe und Direktor des Kölner Zoos                                                                  | 70    |       |
| 3. März  | Mustafa Barzani                  | irakischer Führer der Kurdischen Demokratischen Partei                                                          | 75    |       |
| 3. März  | Harry P. Cain                    | US-amerikanischer Politiker                                                                                     | 73    |       |
| 3. März  | Matthias Dallinger               | österreichischer Bergmann, Politiker (ÖVP), Landtagsabgeordneter und -präsident                                 | 82    |       |
| 3. März  | Christof Drexel                  | deutscher Maler und Kunstpädagoge                                                                               | 92    |       |
| 3. März  | Heinrich Gillessen               | deutscher Politiker (CDU der DDR)                                                                               | 82    |       |
| 3. März  | Wilhelm Jaeger                   | deutscher Bildhauer                                                                                             | 90    |       |
| 3. März  | Friedrich Lehner                 | deutscher Ingenieur und Verkehrsplaner                                                                          | 78    |       |
| 3. März  | Otto Matthies                    | deutscher Schauspieler                                                                                          | 79    |       |
| 3. März  | Hermann Pongs                    | deutscher Autor und Literaturwissenschaftler, Ordinarius der Göttinger Georg-August-Universität                 | 89    |       |
| 3. März  | Wolf-Dietrich Wittels            | österreichischer Dermatologe                                                                                    | 57    |       |
| 4. März  | George Herbert Barlow            | US-amerikanischer Jurist                                                                                        | 58    |       |
| 4. März  | Fritz Hüser                      | deutscher Bibliothekar                                                                                          | 70    |       |
| 4. März  | Richard Paulick                  | deutscher Architekt                                                                                             | 75    |       |
| 4. März  | Joe Rooney                       | US-amerikanischer American-Football-Spieler                                                                     | 80    |       |
| 4. März  | Willi Unsoeld                    | US-amerikanischer Bergsteiger                                                                                   | 52    |       |
| 5. März  | Otto Bosch                       | deutscher Lehrer und Kreisleiter der NSDAP im Landkreis Schwäbisch Hall (1932–1945)                             | 85    |       |
| 5. März  | Walter Fuchs                     | deutscher Sinologe                                                                                              | 76    |       |
| 5. März  | Dore Jacobs                      | deutsche Pädagogin                                                                                              | 84    |       |
| 6. März  | Ernst Paul Boruttau              | deutscher Richter                                                                                               | 93    |       |
| 6. März  | Charles Harten                   | US-amerikanischer Kameramann                                                                                    | 76    |       |
| 6. März  | Hugo-Damian Schönborn            | österreichischer Deserteur der Wehrmacht und politischer Aktivist                                               | 62    |       |
| 6. März  | Charles Wagenheim                | US-amerikanischer Schauspieler                                                                                  | 83    |       |
| 7. März  | Leif Esper Andersen              | dänischer Lehrer, Maler, Bildhauer und Verfasser von Jugendbüchern                                              | 39    |       |
| 7. März  | Bill von der Becke               | britischer Automobilrennfahrer                                                                                  | 71    |       |
| 7. März  | Howard Dearstyne                 | US-amerikanischer Architekt und Architekturhistoriker mit einer Ausbildung am Bauhaus                           | 75    |       |
| 7. März  | Klaus Egge                       | norwegischer Komponist und Musikkritiker                                                                        | 72    |       |
| 7. März  | Adolf Ehrtmann                   | deutscher Politiker (Zentrum, CDU)                                                                              | 81    |       |
| 7. März  | Hubert Hönig                     | deutscher Fußballspieler                                                                                        | 71    |       |
| 7. März  | Ernst Leißling                   | deutscher Sonderschulpädagoge                                                                                   | 95    |       |
| 7. März  | Guiomar Novaes                   | brasilianische Pianistin                                                                                        | 83    |       |
| 7. März  | Paul Schatz                      | deutsch-schweizerischer Anthroposoph, Künstler, Erfinder und Techniker                                          | 80    |       |
| 7. März  | Harry R. Sokal                   | rumänischer Filmproduzent                                                                                       | 81    |       |
| 7. März  | Iwan Michailowitsch Tschistjakow | sowjetischer Generaloberst                                                                                      | 78    |       |
| 7. März  | Jakob Weber                      | deutscher-Funktionär und Schriftsteller                                                                         | 87    |       |
| 8. März  | Gérard Blitz                     | belgischer Schwimmer und Wasserballspieler                                                                      | 77    |       |
| 8. März  | Benjamín Carrión                 | ecuadorianischer Schriftsteller, Politiker, Diplomat und Universitätsdozent                                     | 80    |       |
| 8. März  | Robin J. S. Cooke                | australischer Vulkanologe                                                                                       |       |       |
| 8. März  | Gaspard Lemaire                  | belgischer Schwimmer                                                                                            | 79    |       |
| 08. März | Karl Nielsen                     | dänischer Pfarrer, Schriftsteller, Dramatiker und Herausgeber                                                   | 83    |       |
| 8. März  | Elias Ravian                     | papua-neuguineischer Vulkanologe                                                                                | 34    |       |
| 9. März  | Rudi Bohn                        | deutscher Jazz-Musiker                                                                                          | 59    |       |
| 9. März  | Johannes Brøndum-Nielsen         | dänischer Philologe                                                                                             | 95    |       |
| 9. März  | Sid Jelinek                      | US-amerikanischer Ruderer                                                                                       | 79    |       |
| 9. März  | Steve Sekely                     | ungarischer Filmregisseur                                                                                       | 80    |       |
| 9. März  | Jean-Marie Villot                | französischer Geistlicher, Kardinal und Camerlengo der katholischen Kirche                                      | 73    |       |
| 10. März | Conrad S. Babcock, Jr.           | US-amerikanischer Generalmajor                                                                                  | 75    |       |
| 10. März | Thomas Dinesen                   | dänischer Offizier und Autor                                                                                    | 86    |       |
| 10. März | Eberhard Tangl                   | deutscher Slawist                                                                                               | 81    |       |
| 10. März | Carl von Tiedemann               | deutscher Offizier, Generalleutnant im Zweiten Weltkrieg                                                        | 100   |       |
| 10. März | Atos Wirtanen                    | finnischer Journalist, Politiker, Mitglied des Reichstags und Autor schwedischer Sprache                        | 73    |       |
| 11. März | Albert Benitz                    | deutscher Kameramann                                                                                            | 74    |       |
| 11. März | Beattie Feathers                 | US-amerikanischer American-Football-Spieler, Footballtrainer, Baseballtrainer                                   | 70    |       |
| 11. März | Victor Kilian                    | US-amerikanischer Schauspieler                                                                                  | 88    |       |
| 11. März | Jeanne Leleu                     | französische Komponistin                                                                                        | 80    |       |
| 11. März | Rudolf Schoen                    | deutscher Mediziner                                                                                             | 86    |       |
| 11. März | Max Schwarz                      | deutscher Politiker, MdL                                                                                        | 74    |       |
| 11. März | Gerhard Stolze                   | deutscher Opernsänger (Charaktertenor)                                                                          | 52    |       |
| 11. März | Otto Walpert                     | deutscher Politiker, MdB                                                                                        | 70    |       |
| 11. März | Wilhelm Zimolong                 | deutscher Maler, Grafiker und Bildhauer                                                                         | 56    |       |
| 12. März | Gottfried Flach                  | deutscher Ingenieur und Politiker (NSDAP)                                                                       | 74    |       |
| 12. März | Rudolf Wolke                     | deutscher Radrennfahrer                                                                                         | 72    |       |
| 13. März | Christian Theobald Caselmann     | deutscher Pädagoge                                                                                              | 89    |       |
| 13. März | Per Hækkerup                     | dänischer sozialdemokratischer Politiker                                                                        | 63    |       |
| 13. März | William Quarrier Kennedy         | britischer Geologe                                                                                              | 75    |       |
| 13. März | Gérard Loncke                    | belgischer Radrennfahrer                                                                                        | 74    |       |
| 13. März | Erich Kettelhut                  | deutscher Filmarchitekt und Bühnenbildner (Szenenbildner)                                                       | 85    |       |
| 13. März | Parviz Nikkhah                   | iranischer Studentenführer                                                                                      | 39    |       |
| 13. März | Karl Nutzinger                   | österreichischer Blumenzüchter                                                                                  | 67    |       |
| 14. März | José María Alonso                | spanischer Tennisspieler                                                                                        | 88    |       |
| 14. März | Wilburn Cartwright               | US-amerikanischer Politiker                                                                                     | 87    |       |
| 14. März | Kurt Joachim Fischer             | deutscher Filmproduzent und Drehbuchautor                                                                       | 67    |       |
| 14. März | Karl König                       | deutscher Politiker und Wirtschaftswissenschaftler                                                              | 68    |       |
| 14. März | Karl Mühlhauser                  | österreichischer Politiker (CS/ÖVP)                                                                             | 69    |       |
| 14. März | Heinz Pollay                     | deutscher Dressurreiter                                                                                         | 71    |       |
| 14. März | Otto Reuleaux                    | deutscher Ingenieur und Industriemanager                                                                        | 83    |       |
| 15. März | Lucien N. Andriot                | französischer Kameramann                                                                                        | 86    |       |
| 15. März | Bogusław Borkowski               | polnischer Chemiker                                                                                             | 56    |       |
| 15. März | Sheila Henig                     | kanadische Pianistin und Sängerin                                                                               | 45    |       |
| 15. März | Peter Kerley                     | irischer Radiologe                                                                                              | 78    |       |
| 15. März | Léonide Massine                  | russischer Tänzer und Choreograf                                                                                | 83    |       |
| 15. März | Alexandre Parodi                 | französischer Diplomat und Politiker                                                                            | 77    |       |
| 15. März | Michael Siegel                   | deutscher Rechtsanwalt                                                                                          | 96    |       |
| 15. März | Emilijan Stanew                  | bulgarischer Schriftsteller                                                                                     | 72    |       |
| 15. März | Bernardo Verbitsky               | argentinischer Journalist und Schriftsteller                                                                    | 71    |       |
| 16. März | Thomas Aloysius Boland           | US-amerikanischer römisch-katholischer Geistlicher und Erzbischof von Newark                                    | 83    |       |
| 16. März | Dany Dauberson                   | französische Sängerin und Schauspielerin                                                                        | 54    |       |
| 16. März | François Gangloff                | französischer Turner                                                                                            | 80    |       |
| 16. März | Jean Monnet                      | französischer Staatsmann und Politiker                                                                          | 90    |       |
| 16. März | Myroslaw Sitschynskyj            | ukrainischer Aktivist, Politiker, Zeitungsherausgeber und Attentäter                                            | 92    |       |
| 16. März | Hans Steil                       | deutscher Werkmeister, Amtsvorsteher und Politiker, MdBB                                                        | 84    |       |
| 16. März | Karl Tillessen                   | deutscher Korvettenkapitän; Mitglied der Organisation Consul                                                    | 87    |       |
| 16. März | Eduard Welter                    | deutscher Widerstandskämpfer gegen den Nationalsozialismus                                                      | 79    |       |
| 17. März | Giacomo Lauri-Volpi              | italienischer Opernsänger (Tenor), Musikschriftsteller                                                          | 86    |       |
| 17. März | Karl Linder                      | deutscher Politiker (NSDAP), MdR                                                                                | 78    |       |
| 17. März | Pierre Schneiter                 | französischer Politiker, Mitglied der Nationalversammlung                                                       | 73    |       |
| 18. März | Albert Craig Baird               | US-amerikanischer Rhetorik- und Sprechwissenschaftler                                                           | 95    |       |
| 18. März | Eugen-Heinrich Bleyer            | deutscher Generalleutnant im Zweiten Weltkrieg                                                                  | 82    |       |
| 18. März | Nicholas Fiore                   | kanadischer Flötist und Musikpädagoge                                                                           | 61    |       |
| 18. März | Paul Hacker                      | deutscher Indologe                                                                                              | 66    |       |
| 18. März | Günter Hess                      | deutscher Tänzer, Choreograf, Regisseur und Tanzpädagoge                                                        | 76    |       |
| 18. März | Peter Janssen                    | deutscher Maler                                                                                                 | 72    |       |
| 18. März | Gardner Murphy                   | US-amerikanischer Psychologe                                                                                    | 83    |       |
| 18. März | John Røen                        | norwegischer Skilangläufer                                                                                      | 75    |       |
| 18. März | Josef Daniel Sommer              | deutscher Bildhauer                                                                                             | 92    |       |
| 19. März | Richard Beckinsale               | britischer Schauspieler                                                                                         | 31    |       |
| 19. März | Heinrich Lauber                  | deutsch-britischer Mediziner                                                                                    | 79    |       |
| 19. März | Josef Karl Mayr                  | österreichischer Beamter, Kammerfunktionär und Agrarfachmann                                                    | 78    |       |
| 19. März | Willi Meier                      | deutscher Leichtathlet                                                                                          | 71    |       |
| 19. März | Ida Rolf                         | US-amerikanische Biologin, Begründerin der nach ihr benannten Behandlung Rolfing                                | 82    |       |
| 19. März | Michal Vilec                     | slowakischer Komponist, Dirigent und Pianist                                                                    | 76    |       |
| 20. März | Jean Charlot                     | französisch-mexikanischer Maler und Grafiker                                                                    | 81    |       |
| 20. März | Kurt Ganske                      | deutscher Buchhändler und Verleger                                                                              | 74    |       |
| 20. März | Winton C. Hoch                   | US-amerikanischer Kameramann                                                                                    | 73    |       |
| 20. März | Hermann Laforet                  | österreichischer Schauspieler bei Theater und Film                                                              | 76    |       |
| 20. März | Carmine Pecorelli                | italienischer investigativer Journalist                                                                         | 50    |       |
| 21. März | Douglas Lloyd Amlot              | britischer Offizier der Luftstreitkräfte des Vereinigten Königreichs                                            | 68    |       |
| 21. März | Hermann Emrich                   | deutscher Beamter und Literaturwissenschaftler                                                                  | 77    |       |
| 21. März | Samuel Nathaniel Friedel         | US-amerikanischer Politiker                                                                                     | 80    |       |
| 21. März | Ewald Wassiljewitsch Iljenkow    | sowjetischer Philosoph, Psychologe und Pädagoge                                                                 | 55    |       |
| 21. März | Adolf Paul                       | deutscher Reichsgerichtsrat                                                                                     | 88    |       |
| 22. März | Theo Aaldering                   | deutscher Gewichtheber                                                                                          | 58    |       |
| 22. März | Gérard Desmet                    | belgischer Radrennfahrer                                                                                        | 72    |       |
| 22. März | Walter Legge                     | britischer Produzent klassischer Musik                                                                          | 72    |       |
| 22. März | Ben Lyon                         | US-amerikanischer Schauspieler                                                                                  | 78    |       |
| 22. März | René Marqués                     | puerto-ricanischer Schriftsteller                                                                               | 59    |       |
| 22. März | Gustav Muheim                    | Schweizer Politiker (KVP) und Bundesrichter                                                                     | 81    |       |
| 22. März | Paul Nevermann                   | deutscher Politiker, MdHB und Hamburger Erster Bürgermeister                                                    | 77    |       |
| 23. März | Johann Gerhard Behrens           | deutscher evangelisch-lutherischer Pastor und Astronom                                                          | 89    |       |
| 23. März | Antoni Brosa i Vives             | katalanischer Violinist und Musikpädagoge                                                                       | 84    |       |
| 23. März | Paul Demiéville                  | schweizerisch-französischer Sinologe                                                                            | 84    |       |
| 23. März | Alexander Comstock Kirk          | US-amerikanischer Diplomat                                                                                      | 90    |       |
| 23. März | Ivo Lah                          | slowenischer Mathematiker                                                                                       | 82    |       |
| 23. März | Ernst Mawick                     | deutscher Verwaltungsjurist                                                                                     | 76    |       |
| 23. März | Elisabeth Menzel                 | deutsche Politikerin (SED)                                                                                      | 71    |       |
| 23. März | Arno Richter                     | deutscher Kostümbildner und Filmarchitekt                                                                       | 72    |       |
| 23. März | Walter Schachtitz                | österreichischer Wasserballspieler                                                                              | 91    |       |
| 24. März | Jack Cohen                       | britischer Unternehmer                                                                                          | 80    |       |
| 24. März | Kurt Früh                        | Schweizer Filmregisseur                                                                                         | 63    |       |
| 24. März | Hans Gollwitzer                  | deutscher evangelischer Pfarrer und Kommunalpolitiker                                                           | 83    |       |
| 24. März | Elisabeth Kellermann             | deutsche Zeichenlehrerin und Buchillustratorin                                                                  | 86    |       |
| 24. März | Klaus Kippert                    | deutscher Soziologe                                                                                             | 50    |       |
| 24. März | Ole Lund Kirkegaard              | dänischer Kinderbuchautor                                                                                       | 38    |       |
| 24. März | Yvonne Mitchell                  | britische Schauspielerin                                                                                        | 63    |       |
| 24. März | Franz Rolf Schröder              | deutscher Germanist und Ethnologe                                                                               | 85    |       |
| 25. März | Georges Antenen                  | Schweizer Radrennfahrer                                                                                         | 75    |       |
| 25. März | Alfred Franzke                   | deutscher Politiker (SPD), MdL                                                                                  | 82    |       |
| 25. März | Anton Heiller                    | österreichischer Komponist, Organist und Musikpädagoge                                                          | 55    |       |
| 25. März | Franco Manzecchi                 | italienischer Jazz-Schlagzeuger                                                                                 | 47    |       |
| 25. März | Andreas Rinkel                   | niederländischer altkatholischer Bischof                                                                        | 90    |       |
| 25. März | Gustav Adolf Scheel              | deutscher Politiker (NSDAP), MdR, NS-Studentenführer, Gauleiter der NSDAP, Arzt                                 | 71    |       |
| 25. März | Adolf Schorer                    | deutscher Bürgermeister                                                                                         | 79    |       |
| 26. März | Rudolf Klaudus                   | österreichischer Maler, Pädagoge und Publizist                                                                  | 83    |       |
| 26. März | Fritz Koenecke                   | deutscher Manager                                                                                               | 80    |       |
| 26. März | Ugo La Malfa                     | italienischer Politiker (Partito Repubblicano Italiano), Mitglied der Camera dei deputati                       | 75    |       |
| 26. März | Hugo Notthoff                    | deutscher Maler und Grafiker                                                                                    | 93    |       |
| 26. März | Jean Stafford                    | US-amerikanische Schriftstellerin                                                                               | 63    |       |
| 26. März | Everett V. Stonequist            | US-amerikanischer Soziologe                                                                                     | 77    |       |
| 27. März | Vincenc Beneš                    | tschechischer Maler                                                                                             | 96    |       |
| 27. März | Melville S. Green                | US-amerikanischer Physiker                                                                                      |       |       |
| 27. März | Arcadius Rudolf Lang Gurland     | deutscher Politologe russischer Herkunft                                                                        | 74    |       |
| 27. März | Alfred Kantorowicz               | deutscher Schriftsteller, Publizist und Literaturwissenschaftler                                                | 79    |       |
| 27. März | Daniel Lawton                    | französischer Tennisspieler                                                                                     | 97    |       |
| 27. März | Richard Nathschläger             | österreichischer Politiker, Landtagsabgeordneter                                                                | 74    |       |
| 28. März | Norwood Hallowell                | US-amerikanischer Leichtathlet                                                                                  | 79    |       |
| 28. März | Karl Kaltwasser                  | deutscher Autor                                                                                                 | 84    |       |
| 28. März | Claire Préaux                    | belgische Altphilologin und Althistorikerin                                                                     | 74    |       |
| 28. März | Joe Willie Wilkins               | US-amerikanischer Bluesgitarrist, Sänger und Songwriter                                                         | 58    |       |
| 29. März | Henri Anspach                    | belgischer Fechter                                                                                              | 96    |       |
| 29. März | Maria Fuss                       | deutsche Bildhauerin und Grafikerin                                                                             | 72    |       |
| 29. März | Cornelis van Geelkerken          | niederländischer Politiker (NSB)                                                                                | 78    |       |
| 29. März | Günther Kerstein                 | deutscher Apotheker und Chemiehistoriker                                                                        | 74    |       |
| 29. März | Hermann Prübenau                 | deutscher Politiker (USPD, SED), MdL                                                                            | 77    |       |
| 29. März | Willi Rinow                      | deutscher Mathematiker                                                                                          | 72    |       |
| 29. März | Alfred Rodenbücher               | deutscher Offizier und Politiker (NSDAP), MdR, Höherer SS- und Polizeiführer                                    | 78    |       |
| 29. März | Edith von Sanden-Guja            | deutsche Tierplastikerin und Malerin                                                                            | 84    |       |
| 29. März | Ellen Margrethe Stein            | dänische Schauspielerin                                                                                         | 85    |       |
| 29. März | Ray Ventura                      | französischer Orchesterchef und Musikherausgeber                                                                | 70    |       |
| 29. März | Yahya Petra                      | malaysischer König, Sultan von Selangor                                                                         | 61    |       |
| 30. März | Franz Dworak                     | österreichischer Schlosser und Politiker, Abgeordneter zum Nationalrat                                          | 76    |       |
| 30. März | Johannes Jänicke                 | deutscher evangelischer Pfarrer und Bischof in Sachsen                                                          | 78    |       |
| 30. März | J. Berkeley Larsen               | US-amerikanischer Politiker                                                                                     | 90    |       |
| 30. März | Hans Liesche                     | deutscher Leichtathlet                                                                                          | 87    |       |
| 30. März | Airey Neave                      | britischer Politiker (Conservative Party), Mitglied des House of Commons                                        | 63    |       |
| 30. März | Karl Seidelmann                  | deutscher Erziehungswissenschaftler                                                                             | 79    |       |
| 30. März | José María Velasco Ibarra        | ecuadorianischer Politiker, Staatspräsident Ecuadors                                                            | 86    |       |
| 30. März | Paul Zils                        | deutscher Dokumentarfilmer                                                                                      | 63    |       |
| 31. März | Albert Henze                     | deutscher Offizier, zuletzt Generalleutnant im Zweiten Weltkrieg                                                | 84    |       |
| 31. März | Bernhard Sommerlad               | deutscher Journalist, Verlagsbuchhändler, Historiker und Schriftsteller                                         | 74    |       |
| 31. März | August Wieschemeyer              | deutscher Maristenpater und Theologe                                                                            | 74    |       |
| März     | Herbert Jilski                   | deutscher Polizeigeneral, zuletzt SS-Brigadeführer und Generalmajor der Polizei im nationalsozialistischen D... | 85    |       |